# 桑加斯泰鄉

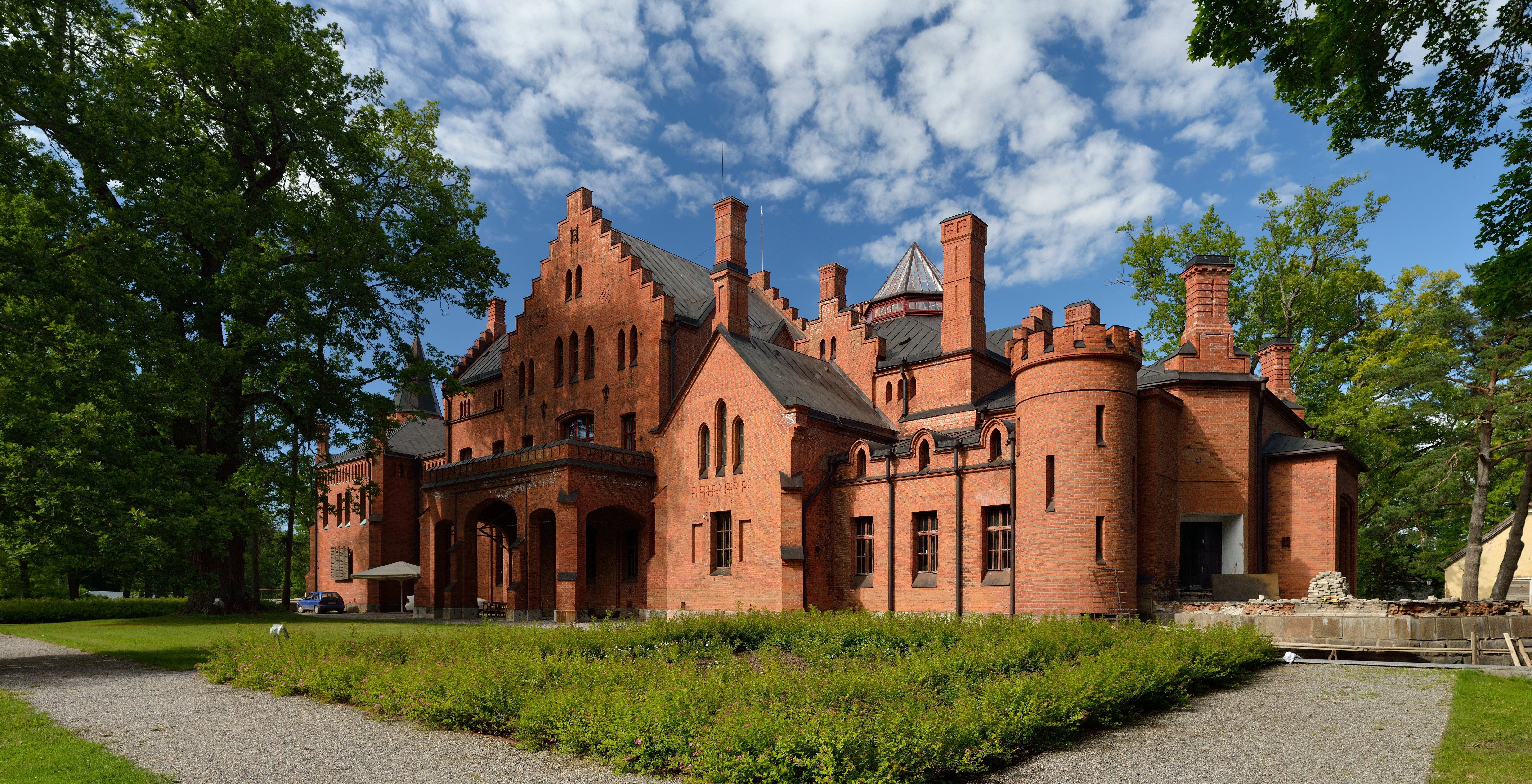
桑加斯泰庄园

桑加斯泰鄉，曾是愛沙尼亞瓦爾加縣的一個鄉村型市镇，位於該國南部，行政中心設於桑加斯特，面積145平方公里，2010年人口1,464，人口密度每平方公里10人。
2017年爱沙尼亚行政改革后，桑加斯泰市镇与其他市镇一起合并为新的奧泰佩市鎮。
57°55′31″N 26°18′54″E / 57.92528°N 26.31500°E